# Panevropski koridori
Panevropski koridori su saobraćajni koridori koji povezuju zemlje centralne Evrope sa zemljama istočne i jugoistočne Evrope. 
Evropski projekat Panevropskih saobraćajnih koridora otpočet je 1991. godine na konferenciji u Pragu, usled potrebe za integrisanjem postojeće Transevropske transportne mreže (TEN-T) sa transportnim mrežama zemalja van tadašnje Evropske unije. 
Na drugoj Panevropskoj konferenciji o saobraćaju održanoj u martu 1994. godine na Kritu, definisano je tada devet koridora, kao glavne saobraćajne trase između ondašnje Evropske unije i država u njenom okruženju - u centralnoj, istočnoj i jugoistočnoj Evropi, sa idejom njihovog prioritetnog finansiranja tokom sledećih 10-15 godina.
Zaključci ove konferencije precizirani su i dopunjeni na trećoj konferenciju u Helsinkiju, 1997. godine, kada je zahvaljujući kraju rata u Hrvatskoj i Bosni i Hercegovini, u mrežu Panevropskih koridora dodat i deseti koridor (Panevropski koridor 10), koji prolazi kroz većinu bivših jugoslovenskih republika. (Zato se ovi koridori nekada nazivaju i „Kritski koridori“ ili „Helsinški koridori“.)
Devet koridora su železnički i drumski, a deseti (Koridor 7 - "Dunavski koridor") vodeni je koridor – tok Dunava. 
Za sada, ovi razvojni koridori nisu pripojeni Transevropskoj saobraćajnoj mreži, koja obuhvata sve glavne trase u "starim zemljama Evropske unije", ali postoje predlozi za punu integraciju ova dva sistema.
Panevropske koridore treba razlikovati od Evropske mreže međunarodnih puteva ("Evropski putevi"), koja obuhvata samo drumske puteve (koji se označavaju slovom E i 2-3 cifrenim brojem).

## Koridori
| I    | (Sever-jug) Helsinki - Talin - Riga - Kaunas i Klaipeda - Varšava - Gdanjsk (dužina (želez./drumski) - 1655/1630 ) - Krak A (Put Hanzetika) - od Sankt Peterburga prema Rigi - Kalinjingrad - Gdanjsk - Libek - Put Baltika (E67) - Helsinki - Varšava.                                                                                            |
| II   | (Istok-zapad) Berlin - Poznanj - Varšava - Brest - Minsk - Smoljensk - Moskva - Nižnji Novgorod (dužina (Ž/D) - 2313/2200 ) |
| III  | Brisel - Ahen - Keln - Drezden - Vroclav - Katovice - Krakov - Lavov - Kijev (dužina (Ž/D) - 1650/1700 ) |
| IV   | Drezden/Nirnberg - Prag - Beč - Bratislava - Đer - Budimpešta - Arad - Bukurešt - Konstanca/Krajova - Sofija - Solun/Plovdiv - Istanbul (dužina (Ž/D) - 4340/3640 ) |
| V    | (Istok-zapad) Venecija - Trst/Kopar - Ljubljana - Maribor - Budimpešta - Užgorod - Lavov - Kijev (dužina (Ž/D) - 3270/2850 ). - - Bratislava - Žilina - Košice - Užgorod - - Rijeka - Zagreb - Budimpešta - - Ploče - Sarajevo - Osijek - Budimpešta                                                                                               |
| VI   | (Sever-jug) Gdanjsk - Katovice - Žilina, sa zapadnim krakom do Katovica i Brna (dužina (Ž/D) - 1800/1880 ) |
| VII  | Reka Dunav (Severozapad-jugoistok) - plovni put dug 2415 . |
| VIII | Drač - Tirana - Skoplje - Bitolj - Sofija - Dimitrovgrad (BG) - Burgas - Varna (dužina (Ž/D) - 1270/960 ). |
| IX   | Helsinki - Viborg - Sankt Peterburg - Pskov - Moskva - Kalinjingrad - Kijev - Ljubaševka/Rozdilna - Kišinjev - Bukurešt - Dimitrovgrad - Aleksandropolis. (dužina (Ž/D) - 6500/5850 km; sa krakom od Ljubaševka/Rozdiljna do OdeseOdesa (3400 ). - - Helsinki - Sankt Peterburg - Moskva - - Kalinjingrad - Kijev - - Kalinjingrad - Vilnius - Minsk |
| X    | Salzburg - Ljubljana - Zagreb - Beograd - Niš - Skoplje - Veles - Solun (dužina (Ž/D) - 2528/2300 ) - : Grac - Maribor - Zagreb - : Budimpešta - Novi Sad - Beograd - : Niš - Sofija - Dimitrovgrad (BG) - Istanbul preko koridora IV - : Veles - Prilep - Bitolj - Florina - Igumenica                                                            |